# Kirsten Hager
Kirsten Hager (* 28. März 1952) ist eine deutsche Filmproduzentin. 
Als Filmproduzentin debütierte sie in den 1980er-Jahren. Sie gründete 1989 mit Eric Moss die Produktionsgesellschaft Hager Moss Film GmbH in München. Sie war an mehr als 60 Produktionen beteiligt. Zum 1. September 2021 gab sie die Geschäftsführung an Sophie von Uslar ab.
Hager ist Mitglied der Deutschen Filmakademie.

## Filmografie (Auswahl)
- 1991: Leise Schatten
- 1994: Frauen sind was Wunderbares
- 1995: Japaner sind die besseren Liebhaber
- 1996: Irren ist männlich
- 1998: Widows – Erst die Ehe, dann das Vergnügen
- 1999: St. Pauli Nacht
- 1999: Schlaraffenland
- 2001: Mondscheintarif
- 2004: Männer wie wir
- 2005: Vorsicht Schwiegermutter!
- 2007: Am Limit
- 2007: Allein unter Töchtern
- 2008: Die Sache mit dem Glück
- 2008: Ein riskantes Spiel
- 2009: Crashpoint – 90 Minuten bis zum Absturz
- 2009: Allein unter Schülern
- 2009: Sterne über dem Eis
- 2010: Bella Vita
- 2011: Allein unter Müttern
- 2011: Ich habe es dir nie erzählt
- 2011: Der letzte schöne Tag
- 2012: Bella Australia
- 2012: Allein unter Nachbarn
- 2012: Obendrüber, da schneit es
- 2013: Bella Dilemma – Drei sind einer zu viel
- 2013: Bella Familia – Umtausch ausgeschlossen
- 2013: Weniger ist mehr
- 2013: Tatort: Allmächtig
- 2014: Die reichen Leichen. Ein Starnbergkrimi
- 2014: Bella Casa – Hier zieht keiner aus!
- 2014: Bella Amore – Widerstand zwecklos
- 2014: Allein unter Ärzten
- 2015: Tatort: Der Himmel ist ein Platz auf Erden
- 2015: Sturköpfe
- 2016: Was im Leben zählt
- 2016: Zwei verlorene Schafe
- 2017: Der Polizist, der Mord und das Kind
- 2017: Aufbruch ins Ungewisse
- 2017: Tatort: Hardcore
- 2018: Tatort: Ich töte niemand
- 2018: Rufmord
- 2019: Hartwig Seeler – Gefährliche Erinnerung
- 2019: Ein Dorf wehrt sich
- 2020: Tatort: Die Nacht gehört dir
- seit 2020: Ein Krimi aus Passau (Fernsehreihe)
  - 2020: Freund oder Feind
  - 2020: Die Donau ist tief
  - 2022: Zu jung zu sterben
  - 2022: Der Fluss ist sein Grab
  - 2024: Zeit zu beten
  - 2024: Gier nach Gold
- seit 2021: Breisgau (Fernsehreihe)
  - 2021: Bullenstall
  - 2022: Nehmen und Geben
- 2021: Sugarlove
- 2022: Tatort: Warum
- 2022: Hartwig Seeler – Im Labyrinth der Rache